# Megachile hoffmanseggiae
Megachile hoffmanseggiae là một loài Hymenoptera trong họ Megachilidae. Loài này được Jörgensen mô tả khoa học năm 1912.